# معبد هفت آتشکده
معبد هفت آتشکده معبدی متعلق به زرتشتیان است که در شهر یزد واقع شده است. 